# Miejska Biblioteka Publiczna w Limanowej

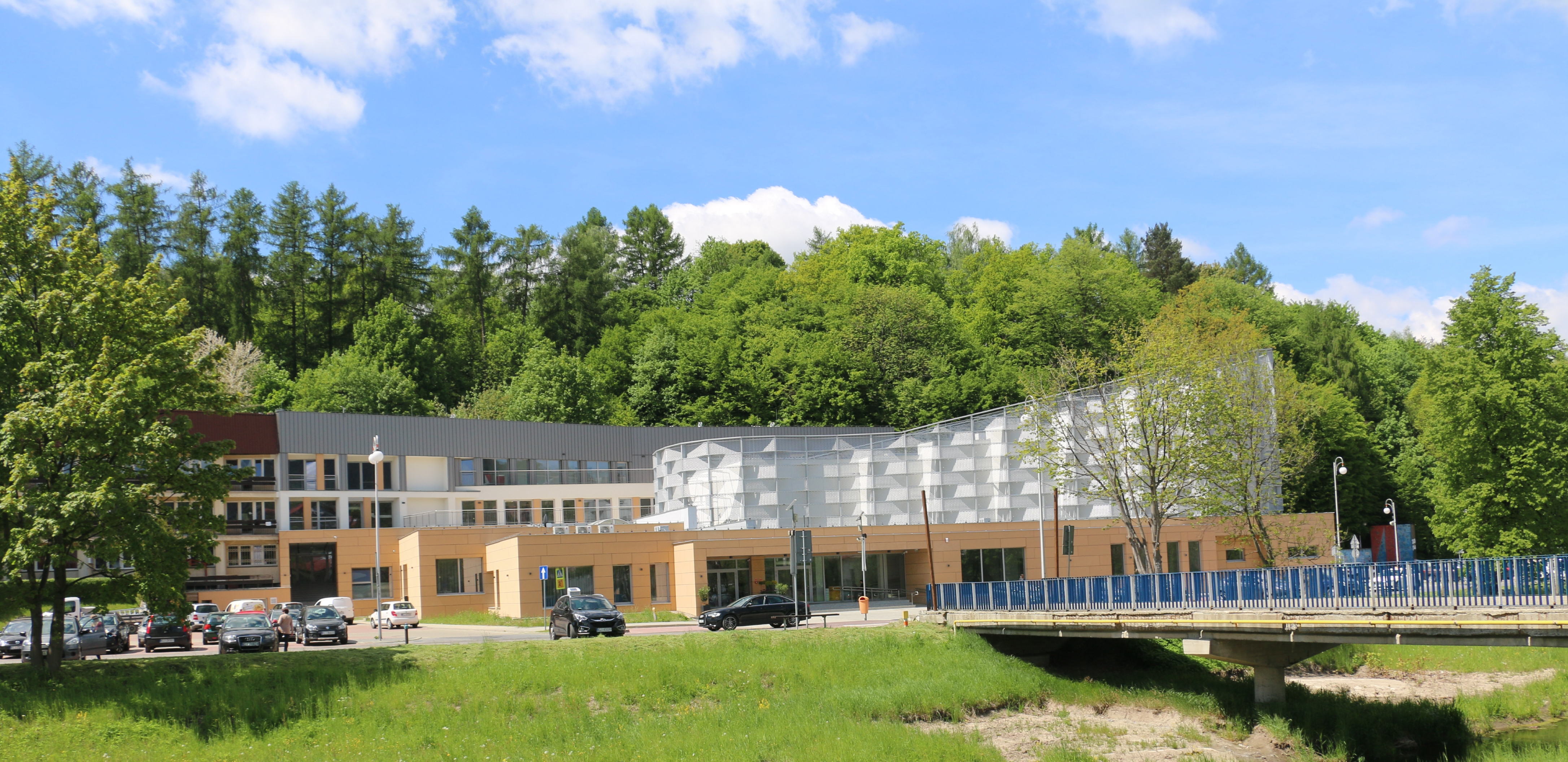
Obecna siedziba Miejskiej Biblioteki Publicznej w Limanowej i Limanowskiego Domu Kultury przy ulicy Bronisława Czecha 4.

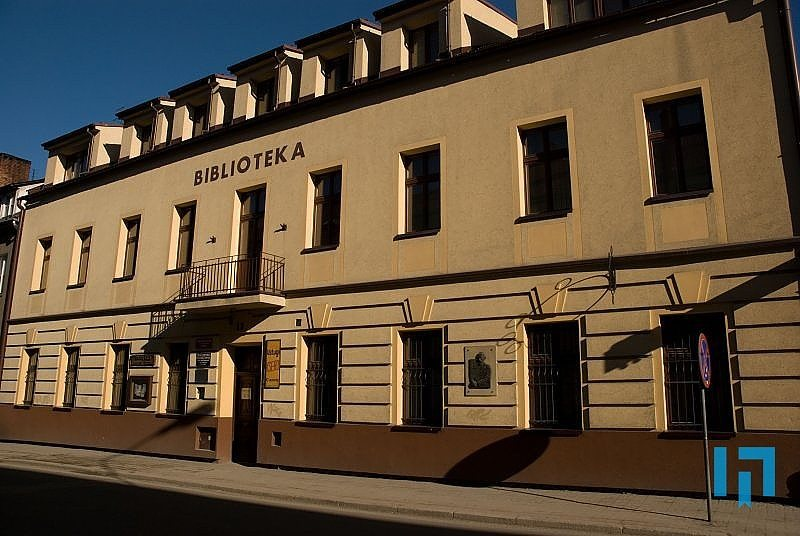
Budynek Miejskiej Biblioteki Publicznej w Limanowej przy ulicy Matki Boskiej Bolesnej 13.

Miejska Biblioteka Publiczna w Limanowej – biblioteka publiczna mieszcząca się w Limanowej. Gromadzi, przechowuje i udostępnia materiały biblioteczne oraz informuje o materiałach bibliotecznych.
Ogólny podział tematyczny całego bibliotecznego księgozbioru:
- literatura piękna dla dorosłych

- literatura popularna i popularnonaukowa

- literatura dziecięca
- czytelnia czasopism
- dział zbiorów muzycznych, regionalnych, multimedialnych, językowych i specjalnych

## Historia i działalność[1]
Początki bibliotekarstwa w Limanowej datuje się na lata 1804 -1837, kiedy to ksiądz Jan Duszyński zgromadził księgozbiór liczący około tysiąc tomów, który był powszechnie udostępniany. Kolejno burzliwy okres w historii przerwał czas rozkwitu życia kulturalnego i towarzyskiego w Limanowej.
W roku 1900 z inicjatywy Józefa Becka i jego żony Bronisławy zostało założone Koło Towarzystwa Szkoły Ludowej z możliwością wypożyczania książek mieszczące się w budynku obok kościoła parafialnego. Co niedzielę Beckowie wypożyczali mieszkańcom Limanowej książki. I wojna światowa zahamowała rozwój wypożyczalni. Po wojnie Bekowie opuścili Limanową. Księgozbiór i wypożyczalnię Koła Towarzystwa Szkoły Ludowej przemianowano na Miejską Bibliotekę Towarzystwa Szkoły Ludowej. Stanowisko przewodniczącej Koła objęła Maria Russocka. Po niej opiekę przejęła Eugenia Wolf. W roku 1936 Zarząd Główny Towarzystwa Szkoły Ludowej zawarł umowę ze Związkiem Nauczycielstwa Polskiego dotyczącą współpracy na polu oświaty pozaszkolnej. Na wspólnej konferencji podjęto decyzję o utworzeniu Biblioteki Powiatowej. Odtąd aż do 1975 roku istniały dwie placówki biblioteczne. Nadzór nad Miejską Biblioteką sprawowała Biblioteka Powiatowa.
Wybuch II wojny światowej spowodował bezpowrotnie przerwaną działalność Towarzystwa Szkoły Ludowej. Po wojnie księgozbiór biblioteki trzeba było gromadzić na nowo oraz na nowo organizować działalność biblioteki. Pozostałości księgozbioru stanowiły podstawę do uruchomienia w 1945 roku Biblioteki Powiatowej. Funkcję kierowniczki pełniła Maria Najwer. Zgodnie z decyzją Ministra Oświaty z 12.03.1945r., należało przeprowadzić rewizję księgozbiorów i usunąć książki sprzeczne z „ideologią Polski Demokratycznej”. W 1946 r. Biblioteka Powiatowa zorganizowała i uruchomiła Bibliotekę Miejską, która funkcjonowała w lokalu i pod zarządem Biblioteki Powiatowej. W roku 1970 kierownictwo biblioteki objęła Zofia Toporkiewicz – Włosińska.
Z kolei wprowadzony w roku 1975 dwustopniowy podział administracyjny kraju spowodował rezygnację z placówek powiatowych. W związku z tym Powiatowa i Miejska Biblioteka Publiczna w Limanowej przyjęła nazwę i zadania Biblioteki Publicznej Miasta i Gminy Limanowa. Funkcję jednostki nadrzędnej sprawowała Wojewódzka Biblioteka Publiczna w Nowym Sączu. Otwarcie biblioteki w nowym lokum przy ul. Matki Boskiej Bolesnej 13 nastąpiło w 1976 roku. Ukończono bowiem remont budynku przejętego po Sądzie Powiatowym. Początek lat osiemdziesiątych, a zwłaszcza grudzień 1981 r. i stan wojenny, znacząco osłabiły rozwój biblioteki.Ze stanowiska dyrektora, po 12 latach, ustąpiła Zofia Toporkiewicz-Włosińska. Od 1 stycznia 1983 roku zastąpiła ją Halina Matras. W tym samym roku rozpoczęto prace związane z rozbudową budynku, które ukończono w 1989 roku. 5 października odbyło się uroczyste otwarcie rozbudowanej biblioteki i nadanie jej imienia Władysława Dunarowskiego – pisarza i nauczyciela urodzonego we wsi Jaworzna. Halina Matras poszerzając działalność biblioteki nawiązuje współpracę z Okrešną Knižnicą w Dolnym Kubinie (Słowacja).
Na mocy Zarządzenia Prezesa Rady Ministrów z 1 stycznia 1992 powstało Miasto Limanowa i Gmina Limanowa, jako dwa odrębne samorządy. Biblioteka, pozostając „przy” mieście, przyjęła nazwę: Miejska Biblioteka Publiczna im. Władysława Dunarowskiego w Limanowej. Posiadała jedną filię biblioteczną w Sowlinach. Pozostałe filie pozostały pod opieką finansową Gminy Limanowa. W 1998 r. w bibliotece zainstalowano 4 komputery i zdecydowano się na katalogowanie zbiorów. Otwarł się nowy etap w działalności biblioteki, związany z komputeryzacją. Kolejne zmiany przynosi rok 1999. Limanowa znów stała się siedzibą powiatu, a co za tym idzie bibliotece, na mocy porozumienia zawartego między Powiatem Limanowskim a Miastem Limanowa, powierzono realizowanie zadań Powiatowej Biblioteki Publicznej dla Powiatu Limanowskiego. Opieką merytoryczną objętych zostało 12 bibliotek gminnych, 25 filii oraz 7 punktów bibliotecznych. Od tego momentu Miejska Biblioteka Publiczna ma prawo używać nazwy Powiatowa Biblioteka Publiczna w Limanowej. Na mocy nowego Statutu nadanego przez Radę Miasta Limanowa od 2001 roku biblioteka funkcjonuje jako samorządowa instytucja kultury. Książnica przez kolejne lata starała się gromadzić nowe zbiory i przede wszystkim uzyskać pełną automatyzację zbiorów bibliotecznych. We wrześniu 2007 roku założony został Limanowski Klub Literacki jako nowa forma działalności biblioteki.
Kolejne lata to przede wszystkim rozwój biblioteki pod względem popularyzacji czytelnictwa. W 2011 roku dyrektor biblioteki Halina Matras odeszła na emeryturę, a jej funkcję przejęła Joanna Michalik.
W ramach Narodowego Programu Rozwoju Czytelnictwa Infrastruktura Bibliotek 2016-2000 oraz wkładu finansowego Urzędu Miasta Limanowa w 2017 roku rozpoczął się projekt pt. "Przebudowa i rozbudowa budynku przy ul. Czecha w Limanowej dla potrzeb Miejskiej Biblioteki". W wyniku którego Miejska Biblioteka po wielu latach zmieniła swoją siedzibę i od roku 2020 zaczęła dzielić budynek wraz z Limanowskim Domem Kultury oraz filią Biblioteki Pedagogicznej z Nowego Sącza.
Praca w bibliotece w nowym miejscu od 2020 roku została przeorganizowana. Z uwagi na potrzeby uczęszczających do biblioteki, część zbiorów dawnej Czytelni popularnonaukowej została udostępniona do wypożyczania w Wypożyczalni. W Wypożyczalni mieści się już nie tylko literatura piękna, ale i literatura popularna i popularnonaukowa oraz wydzielona kolekcja Zbiorów regionalnych, językowych i czasopism. W nowej Wypożyczalni można skorzystać ze zbiorów udostępnianych prezencyjnie czyli na miejscu. Obok Wypożyczalni na parterze nowo wyremontowanego budynku mieści się Miejska Galeria Sztuki, gdzie zgodnie z wieloletnią tradycją prezentowane są w różnorakiej formie prace limanowskich artystów i nie tylko. Zaś na pierwszym piętrze mieści się Wypożyczalnia dla dzieci oraz Czytelnia główna ze zbiorami specjalnymi i multimedialnymi. Obecny budynek książnicy dostosowano do wymagań osób z niepełnosprawnościami. Został on wyposażony w windę oraz specjalne podjazdy. Zamontowano książkomat i wrzutnię oraz system bezpieczeństwa zasobów bibliotecznych.

## Zbiory biblioteki[6]
W Miejskiej Bibliotece Publicznej w Limanowej funkcjonują trzy główne działy: Wypożyczalnia ogólna z czytelnią, Wypożyczalnia dla dzieci oraz Czytelnia multimedialna.
Zakres tematyczny księgozbioru Wypożyczalni dzieli się na literaturę piękną (polską i zagraniczną) oraz literaturę popularną i popularnonaukową. Dostęp do księgozbioru jest wolny – to znaczy, że Czytelnik może samodzielnie dobrać lekturę. Do skorzystania wyłącznie na miejscu są również dostępne Zbiory prezencyjne, w których w skład wchodzą niektóre podręczniki, skrypty, słowniki i encyklopedie są udostępniane przez dyżurującego bibliotekarza na miejscu.
Biblioteka posiada zbiór pozycji o charakterze regionalnym, z którego Czytelnicy również mogą skorzystać w Wypożyczalni. Od 2015 roku MBP współtworzy wraz z małopolskimi bibliotekami publicznymi Bibliografię Małopolski, która jest częścią ogólnopolskiego systemu bibliografii regionalnych. Na podstawie zgromadzonych Zbiorów regionalnych i Bibliografii Małopolski można dotrzeć do historii regionu oraz osób z nim związanych.
Zbiory językowe (z przewagą tekstów angielskich, niemieckich i słowackich) także można wypożyczać w wielofunkcyjnej Wypożyczalni.
W Wypożyczalni mieści się również Czytelnia czasopism. Biblioteka prenumeruje ponad 20 tytułów czasopism, w tym tych przeznaczonych dla dzieci i młodzieży, popularno-naukowych, regionalnych, tygodników, miesięczników. Wszystkie je można wypożyczyć lub skorzystać z nich na miejscu.
W bibliotece jest też miejsce przeznaczone dla najmłodszych Czytelników, czyli Wypożyczalnia dla dzieci. Dostęp do zbiorów w Wypożyczalni dla dzieci jest również wolny.
Czytelnia multimedialna to miejsce, gdzie można skorzystać z komputerów z dostępem do internetu oraz wypożyczyć zbiory muzyczne na różnych nośnikach, audiobooki oraz filmy. Limanowska biblioteka współpracuje również z platformą IBUK Libra.
Cały katalog księgozbioru MBP jest dostępny w wersji elektronicznej. Czytelnik może przez stronę internetową limanowskiej biblioteki wejść do jego elektronicznej wersji, sprawdzać w wyszukiwarce interesujące go pozycje i je zamówić.
Zakres tematyczny księgozbioru biblioteki ma charakter uniwersalny.Zbiory biblioteczne są na bieżąco aktualizowane. Księgozbiór jest zabezpieczony za pomocą elektronicznego systemu bezpieczeństwa.

## Miejska Galeria Sztuki w Limanowej
Założona została w roku 1984. Miejska Galeria Sztuki prowadzona jest w ramach działalności Miejskiej Biblioteki Publicznej. Promuje lokalnych artystów amatorów i profesjonalistów, czy też osoby związane z Limanowszczyzną. Przestrzeń Galerii jest otwarta również dla twórców spoza regionu. Organizowane są wernisaże, a wystawy są dostępne dla zwiedzających bezpłatnie w godzinach działalności biblioteki.